# Culture de Singapour

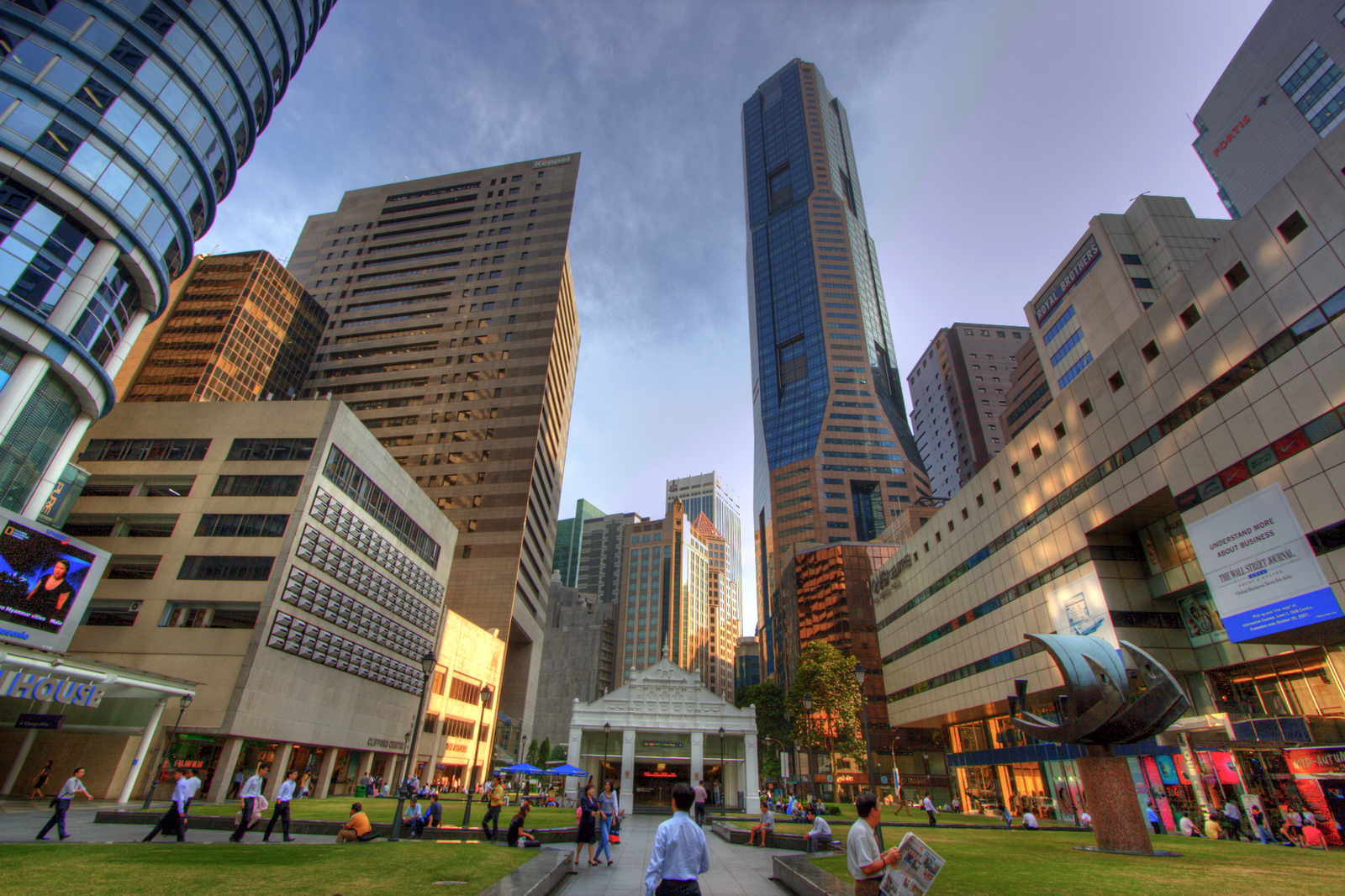
Vue du centre de Singapour

La culture singapourienne exprime la diversité de sa population, composée d'immigrés chinois, malais et indiens.

## Langues et populations

### Langues
- Langues à Singapour
- Langues de Singapour
- Anglais de Singapour (en), Singlish

Singapour a quatre langues officielles.
L'anglais a été promu dès l'indépendance comme langue unificatrice de la nation. Les autres langues officielles sont le malais, le chinois et le tamoul.

## Traditions

### Religion

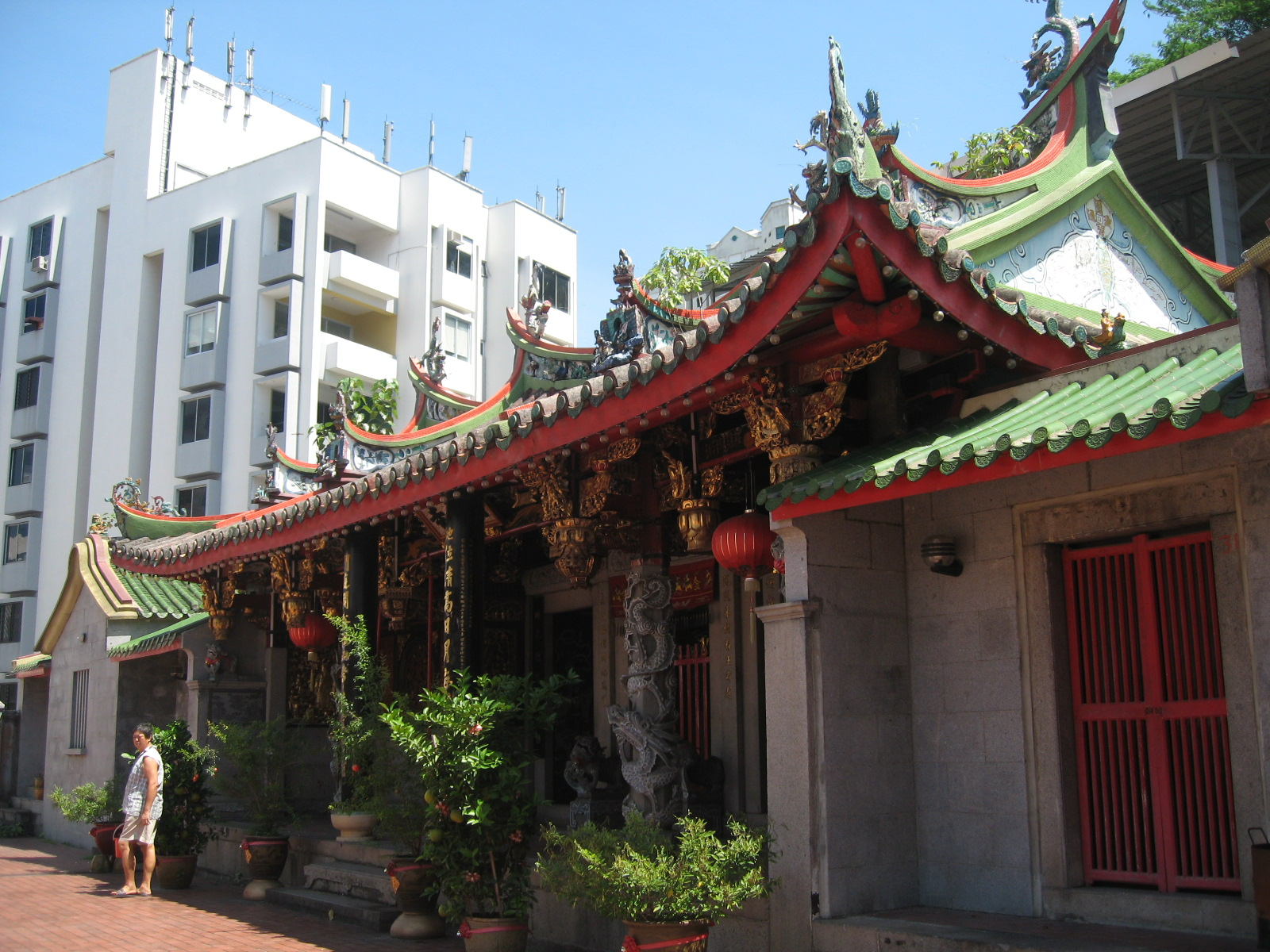
Entrée d'un temple taoïste à Singapour

Singapour est un pays aux religions variées, en conséquence de la diversité ethnique de sa population.
La plupart des habitants de Singapour sont chinois.
Du fait de la population chinoise, plus de 40 % des singapouriens adhèrent au bouddhisme mahāyāna. D'autres chinois adhèrent au taoïsme, au confucianisme et au christianisme. Les chrétiens représentent 14,6 % de la population et les malais en majorité musulmans constituent 13,9 %. Les indiens qui sont 7 %, sont principalement hindous mais également musulmans et Sikhs.
En conséquence de cette diversité religieuse, il y a de nombreux édifices religieux : temples hindous, églises, mosquées, temples Sikh et synagogues. Certains constituent des repères architecturaux dans Singapour.

### Symboles
- Armoiries de Singapour, Drapeau de Singapour
- Majulah Singapura, hymne national de Singapour

### Fêtes
- Liste de festivals en Asie
- Jours fériés publics à Singapour (en)

Les fêtes reflètent la diversité ethnique et culturelle de Singapour. On fête ainsi le Nouvel An chinois, le Vesak bouddhiste et le Aïd el-Fitr musulman. On fête également les fêtes chrétiennes de Noël, du Vendredi saint et le Jour de l'an.
Le 9 août, Singapour célèbre l'anniversaire de son indépendance par une série d'évènements dont la Parade nationale. Le 1er mai est la fête du travail.

### Idéologie
Le président de Singapour, Ong Teng Cheong, répète assez volontiers : « Nous ne sommes pas les plus peuplés, nous ne sommes pas les plus puissants, nous ne sommes pas les plus étendus ; aussi devons-nous pour survivre et réussir devenir les plus instruits ». L'éducation permanente fait à Singapour l'objet de campagnes d'affichage régulières, et des dispositions légales ont pour but de faciliter son application. La culture de l'excellence technique et morale, cousine de la notion d'arété des anciens Grecs, se manifeste par exemple dans la société singapourienne Creative Technology (Sound Blaster).
- Comportements et croyances à Singapour (en)

## Arts de la table

### Cuisine(s)
- Cuisine singapourienne

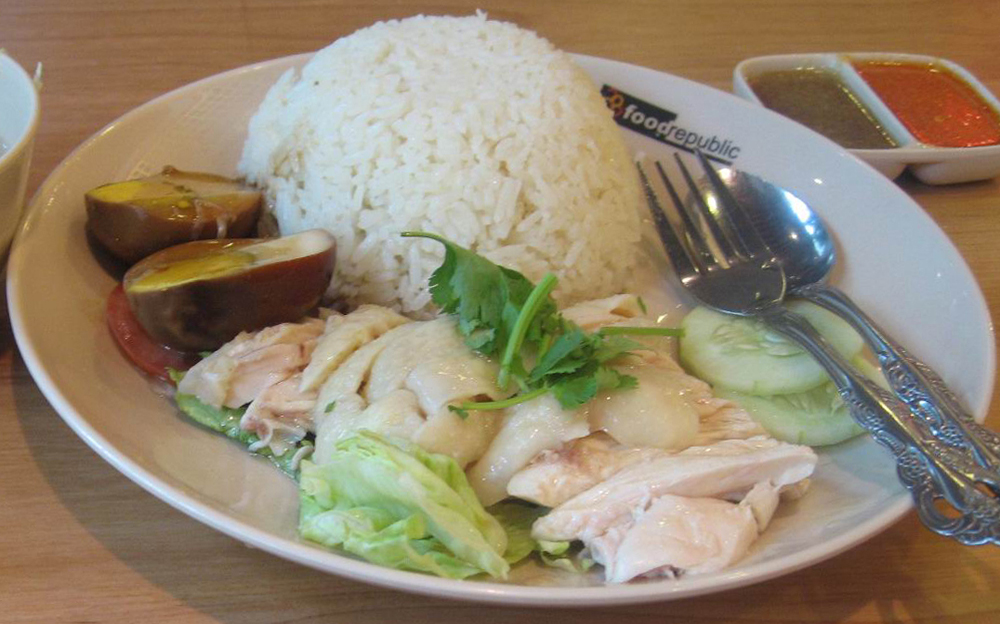
Riz au poulet hainanais

- Cuisine singapourienne (rubriques)

## Santé
- Catégorie:Santé à Singapour, Protection sociale

### Sports, arts martiaux
- Sport à Singapour
- Sportifs singapouriens
- Singapour aux Jeux olympiques
- Singapour aux Jeux paralympiques, Jeux paralympiques,
- Singapour aux Jeux du Commonwealth
- Jeux olympiques de la jeunesse de 2010.
- Arts martiaux : Pencak-Silat, Sepak takraw, Bersilat, Arts du combat de l'Insulinde

## Média
- Catégorie:Média à Singapour

### Presse
- Catégorie:Presse écrite à Singapour

### Radio
- Catégorie:Radio à Singapour

### Télévision
- Catégorie:Télévision à Singapour

## Littérature
- Littérature singapourienne
- Écrivains singapouriens
- Prix des écrivains de l'Asie du Sud-Est (SEA, lauréats sur la version anglophone)
- Littérature chinoise

### Théâtre

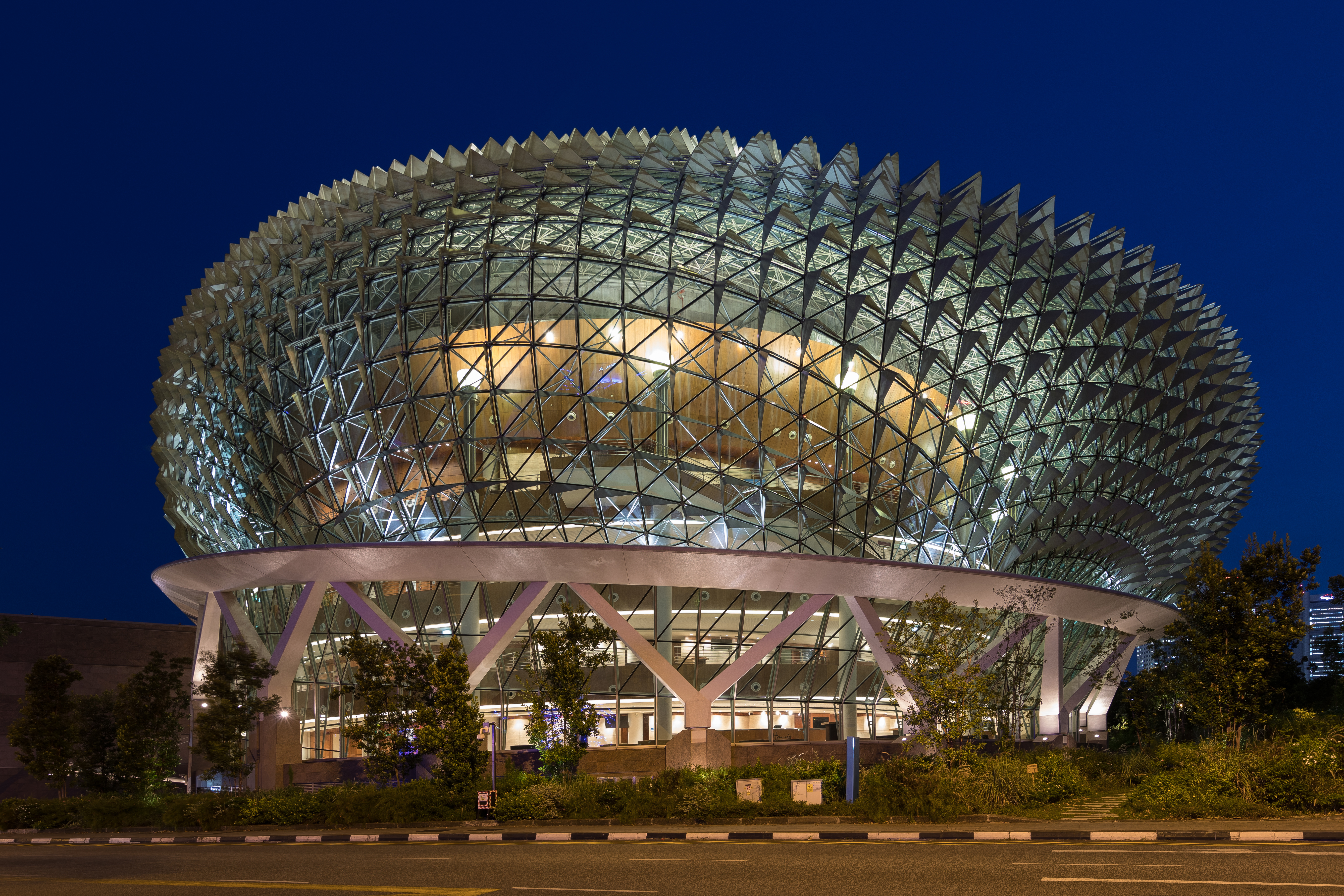
Théâtre de l'Esplanade – Theatres on the Bay à l'heure bleue, Singapour, dans le quartier Downtown Core. Juin 2018.

## Artisanats
- Artisanat d'art

## Arts visuels
- Artistes singapouriens

### Peinture
- Peintres singapouriens

### Sculpture
- Sculpteurs singapouriens

### Architecture
- Architectes singapouriens

### Photographie
- Photographes singapouriens

## Arts du spectacle

### Musique
- Musique de Singapour (en)
- Musiciens

### Danse
- Danse à Singapour (en)
- Liste de danses
- Catégorie:Danseur singapourien

### Cinéma
- Cinéma singapourien
- Liste de films singapouriens (en)

### Arts numériques
- Jeux vidéo développés à Singapour

## Patrimoine

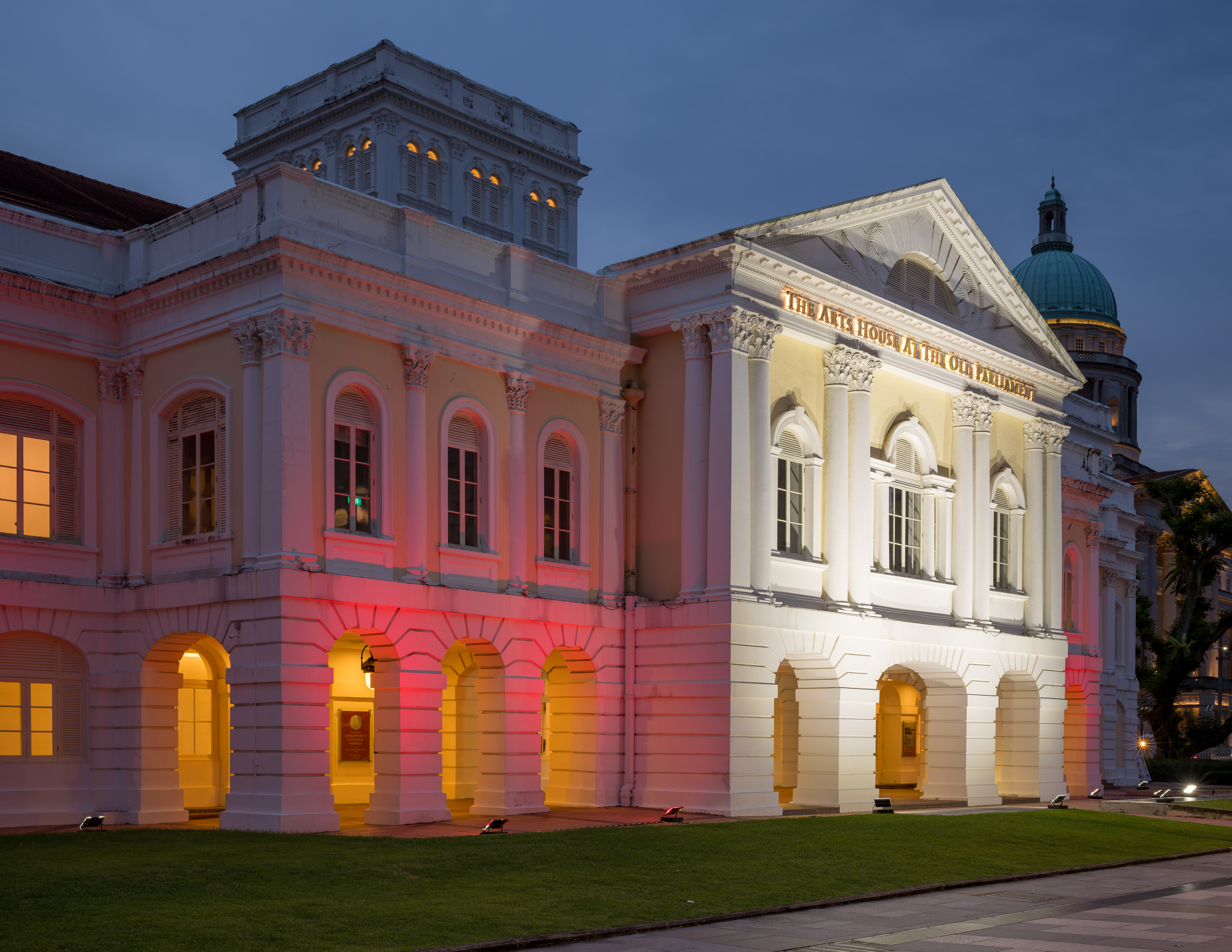
The Art House At The Old Parliament, maison des arts de Singapour. Aout 2023.

### Musées
- Liste de musées à Singapour, dont
  - Musée des civilisations asiatiques
  - Musée national de Singapour
  - Musée d'art de Singapour

### Monuments nationaux
Le NHB classe les Monuments nationaux à Singapour depuis 1973.

### Patrimoine mondial
Le programme Patrimoine mondial (UNESCO, 1971) a inscrit dans sa liste du Patrimoine mondial (au 12/01/2016) : Liste du patrimoine mondial à Singapour.

### Filmographie
- (en) Chronicle of Singapore : fifty years of headline news 1959-2009, film de Peter H.L. Lim, Éditions Didier Millet, Singapore, 2009, 1 h (DVD)